# Jacana spinosa
La jacana spinosa (Jacana spinosa (Linnaeus, 1758)) è un uccello dell'ordine dei Caradriiformi (Charadriiformes) originario dell'America centrale.

## Descrizione

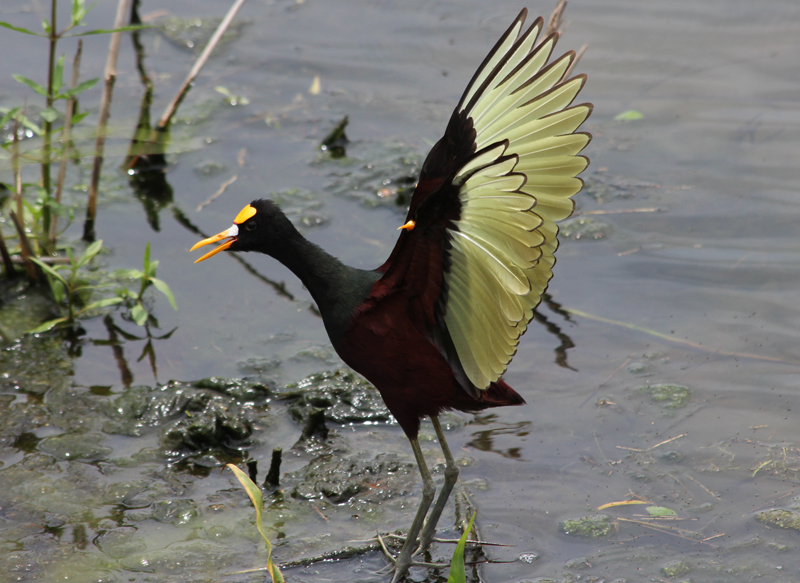
Il colore verdastro delle ali in un esemplare in Costa Rica.

### Dimensioni
Misura circa 23 cm di lunghezza e ha un'apertura alare di circa 36 cm.

### Aspetto
Nella jacana spinosa la testa, il collo, la parte superiore del petto e quella alta della mantellina formano un insieme nero. Il resto delle parti inferiori, le copritrici alari, le terziarie e la coda variano dal rossastro al castano-bordeaux. Le remiganti giallastre presentano sfumature verdi o chartreuse e sono bordate di un marrone che prosegue sulle primarie e le copritrici primarie. La zona carpale, e lo sperone che vi si trova, al quale la specie deve il nome, è di un colore giallo brillante che contrasta con quello delle parti scure del piumaggio. Il becco è giallo con una macchia azzurra molto chiara alla base delle mandibole. Sulla fronte si trova una placca carnosa gialla suddivisa in tre lobi. A differenza di quella di altre specie di jacana, la caruncola, il cui lobo centrale è più bombato, non è continua con il becco. Le femmine sono simili ai maschi, ma sono leggermente più grandi (del 10% per quanto riguarda tutte le misure). I giovani hanno le parti inferiori bianche con la testa e il petto camoscio chiaro e il groppone marrone scuro. Il resto delle parti inferiori è marrone chiaro, mentre le remiganti sono identiche a quelle degli adulti. Il becco è quasi interamente giallo. La muta inizia all'età di due mesi. Gli immaturi assomigliano ai genitori, ma hanno la nuca nerastra con i riflessi verdi e il groppone e il sottocoda castani. La caruncola frontale inizia a crescere e il piumaggio generale si fa più macchiato durante il corso del primo anno. Le sottospecie non differiscono molto tra loro. La sottospecie gymnostoma è la più piccola. Secondo alcuni osservatori, la sottospecie violacea, che vive a Cuba e a Hispaniola, avrebbe un piumaggio più brillante e caruncole più sviluppate. Tale opinione, comunque, è stata messa in dubbio e deve essere ancora confermata.

### Voce
Le jacane spinose emettono dei chek o dei kak aspri. I loro richiami forti e udibili a lunga distanza sono abbastanza simili a quelli della jacana dai bargigli. Le popolazioni di Santo Domingo producono degli scraa scraa scraa schiamazzanti e rauchi, specialmente quando sono in volo.

## Biologia

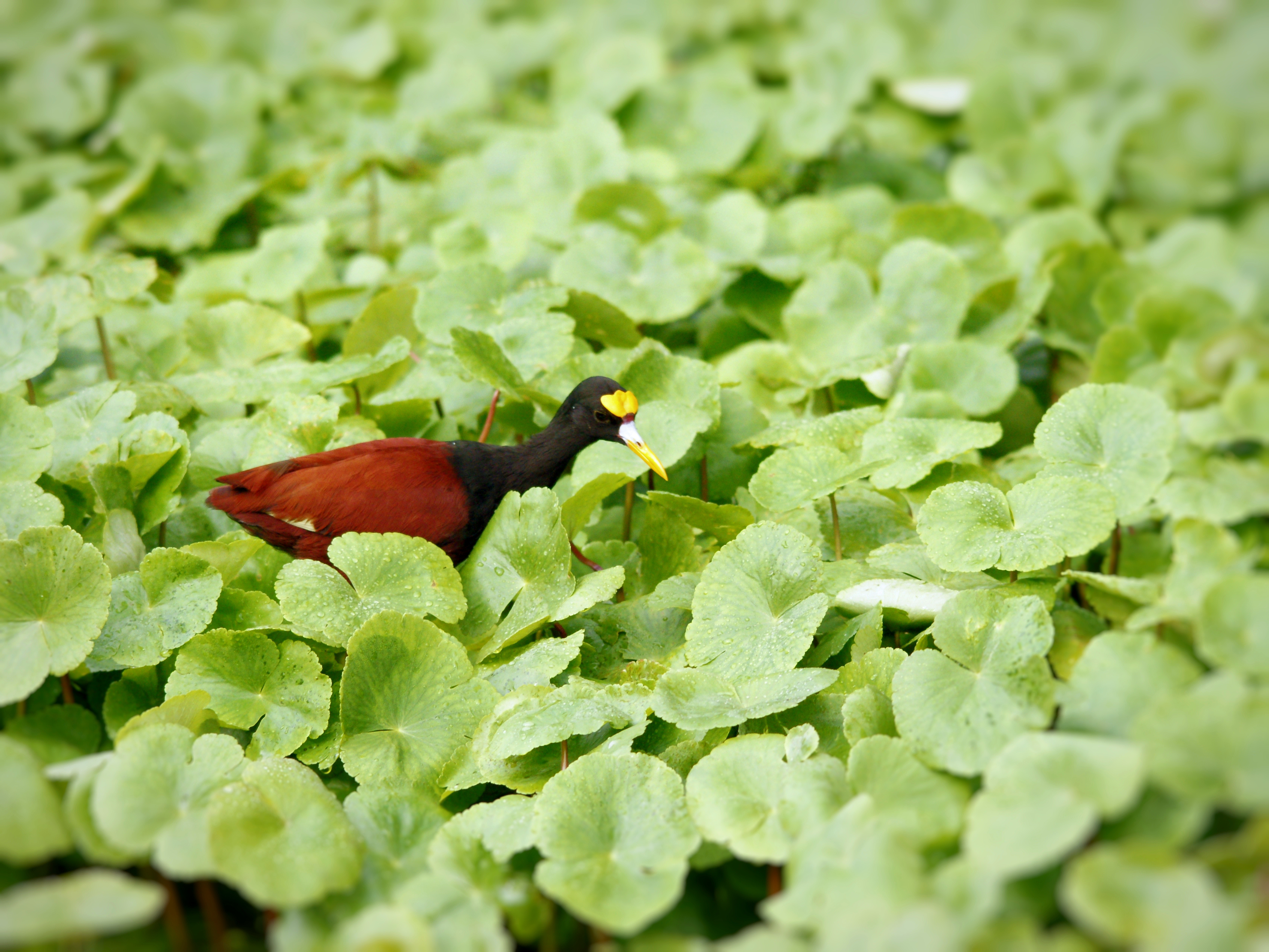
Un esemplare in Costa Rica.

Le jacane spinose si nutrono principalmente spigolando dalla copertura vegetale e beccando nella massa di radici che prima rivoltano in tutte le direzioni. A volte immergono completamente la testa sott'acqua per inseguire la preda. Sono uccelli sedentari, ma questo non impedisce loro di effettuare spostamenti locali all'interno delle zone umide in cui risiedono alla ricerca di riserve alimentari temporanee. Fanno anche la comparsa sugli altopiani come visitatori stagionali. Quando lasciano il gruppo familiare, gli immaturi percorrono le coste e si dirigono a nord, percorrendo dagli 800 ai 1000 km, talvolta spingendosi fino agli Stati Uniti (Texas, Arizona e forse Florida).

### Alimentazione
Le jacane spinose si nutrono principalmente di insetti e altri invertebrati. Le sostanze vegetali, a quanto pare, vengono ingerite solo accidentalmente. Questi uccelli però non disdegnano le bacche e i semi delle ninfee che sono state aperte dal pollo sultano americano (Porphyrio martinica). Occasionalmente catturano piccoli pesci.

### Riproduzione

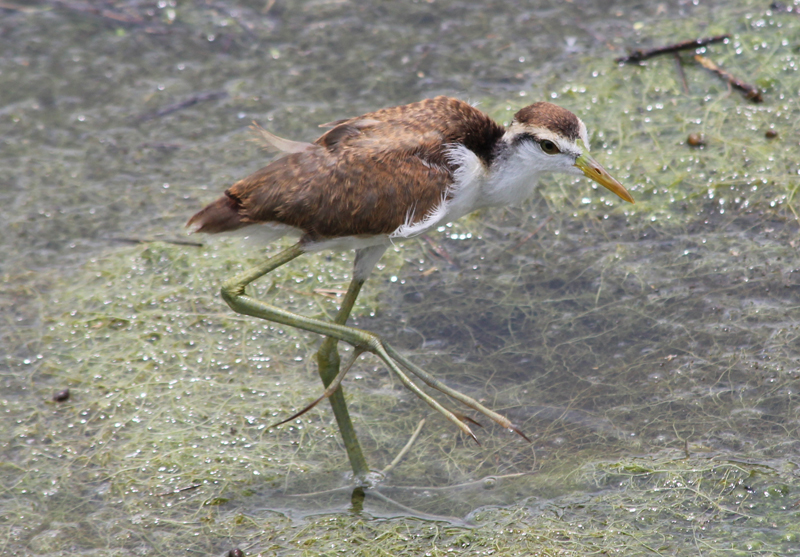
Un giovane esemplare.

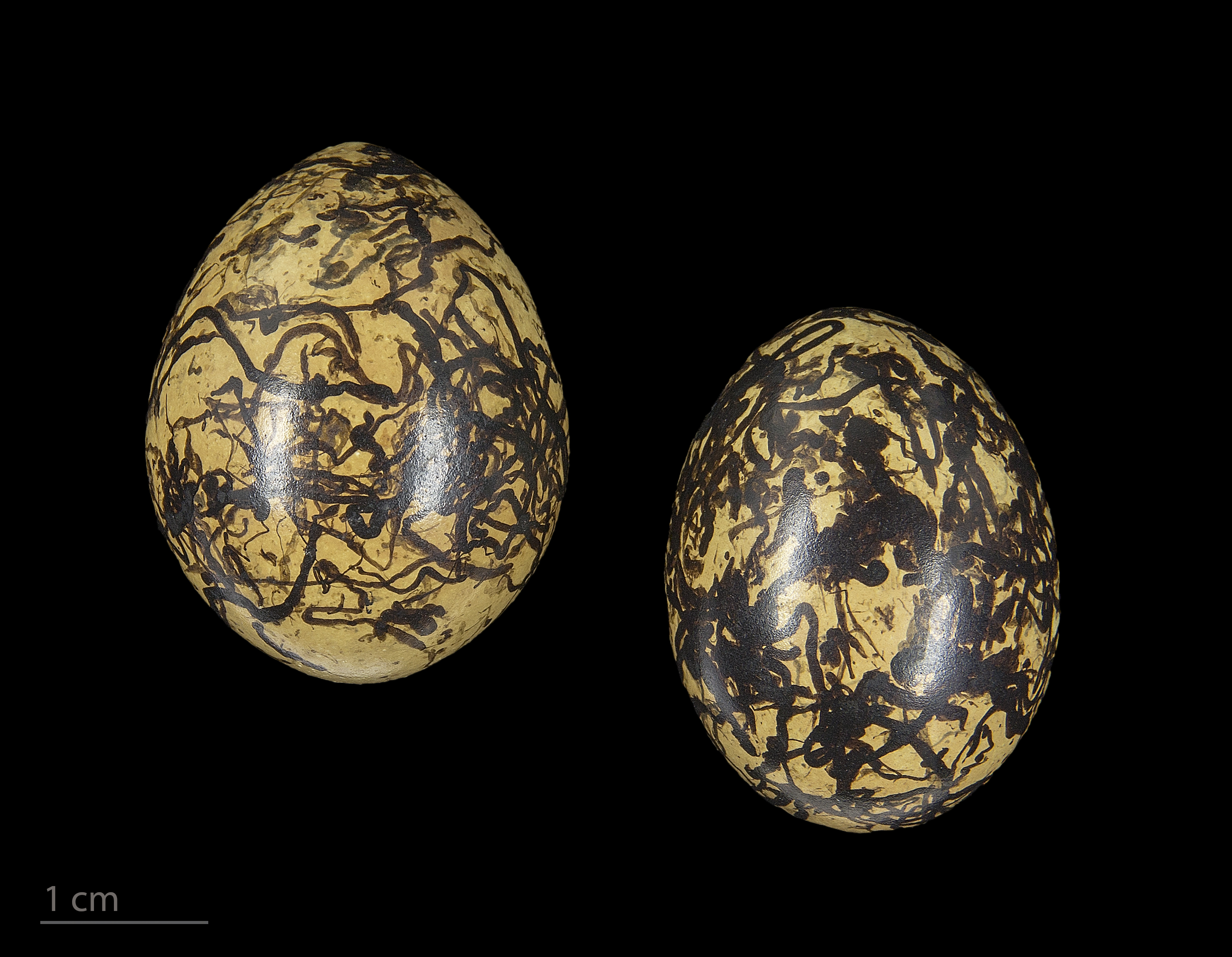
Uovo al museo di storia naturale di Tolosa.

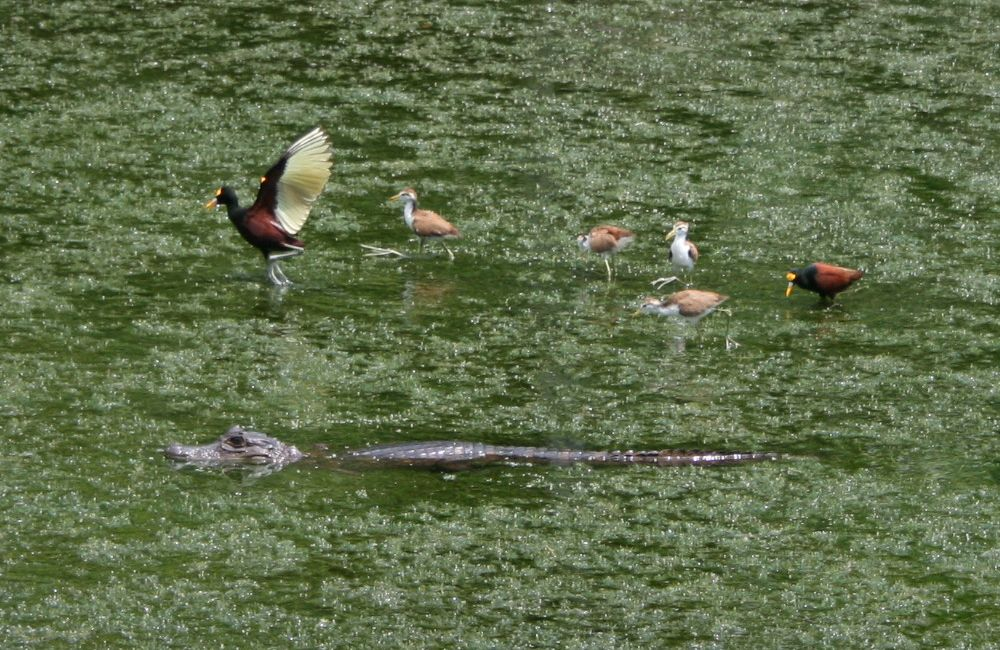
Una coppia e un pulcino vicino a un caimano.

Nelle zone umide permanenti le jacane spinose possono nidificare praticamente in ogni mese dell'anno. Sono uccelli poliandriaci. I ruoli sessuali sono quasi invertiti: le femmine assicurano la difesa a 1-4 territori di maschi che sono adiacenti al loro, mentre i partner si occupano di tutte le cure parentali essenziali, come la costruzione del nido, l'incubazione e la nutrizione dei piccoli. Nelle zone che vengono temporaneamente inondate dalle acque, l'organizzazione è leggermente differente. Prosciugandosi progressivamente, infatti, l'estensione dei territori è sottoposta a modificazioni. I maschi appena entrati a far parte della «famiglia» vengono quindi incaricati della sicurezza dei confini, mentre i maschi che stanno già covando difendono zone più piccole e più vicine ai nidi. Gran parte della struttura del nido si trova sotto la linea di galleggiamento: questa è costituita da pochissimo materiale vegetale e steli. A volte la covata viene deposta direttamente su una ninfea, senza il minimo rivestimento. La maggior parte del lavoro viene svolta dal maschio e gli spostamenti della femmina nei dintorni del nido non sono particolarmente correlati alla sua costruzione. La nidiata comprende generalmente 4 uova che misurano circa 30 mm per 22 e vengono covate dal maschio. L'interesse della femmina nei riguardi della covata è molto variabile: a volte tocca le uova con la punta delle sue piume pettorali, ma non si può proprio parlare di incubazione. Inoltre, solo i maschi sono dotati di placca incubatrice. Alla schiusa i pulcini sono ricoperti di piumino bianco sulle parti inferiori e segnato da strisce marrone-cannella su quelle superiori. La femmina è molto vigile e si dedica a respingere gli intrusi senza mezzi termini. Anche se è il maschio a prendersi cura dei piccoli, è possibile che una femmina assicuri il nutrimento a due nidiate. I pulcini rimangono in compagnia del padre per almeno 12 settimane. I maschi tornano ricettivi solo quando i piccoli raggiungono le 5-6 settimane di età. I giovani lasciano il territorio familiare e ne cercano uno nuovo quando raggiungono l'età di 12 mesi. Quando una femmina decide di cambiare partner, cancella ogni traccia della sua precedente presenza nel territorio. Distrugge i nidi e sopprime le covate ancora presenti, in modo che una maggiore quantità di genitori si renda nuovamente disponibile nel circuito riproduttivo in un tempo più breve che se avessero continuato a svolgere i loro compiti parentali. Nonostante tutte le perturbazioni causate da questi cambiamenti, il successo riproduttivo è abbastanza buono. Le jacane spinose raggiungono la maturità sessuale già all'età di un anno.

## Distribuzione e habitat
Questa jacana è originaria dell'America centrale. È strettamente imparentata con la jacana dai bargigli (Jacana jacana) e forse si ibrida con essa nell'estremità meridionale del suo areale, in Costa Rica e a Panama. È possibile che la specie sia ancora presente negli Stati Uniti, dove in passato era abbastanza comune in Texas, nella regione del Rio Grande. Ne vengono riconosciute ufficialmente tre sottospecie:
- J. s. gymnostoma, diffusa in Messico, a partire dal Sinaloa centro-meridionale e dal Tamaulipas centrale fino al Chiapas, allo Yucatán e all'isola di Cozumel, e raramente negli Stati Uniti sud-orientali (dove in passato nidificava nel Texas sud-orientale);
- J. s. spinosa, diffusa dal Belize e dal Guatemala verso sud, fino al Panama occidentale;
- J. s. violacea, diffusa a Cuba, nell'isola dei Pini, in Giamaica e a Hispaniola (Haiti e Santo Domingo).

Le jacane spinose frequentano le zone umide permanenti o stagionali con acque poco profonde. In ogni parte del loro areale dipendono da specchi d'acqua in cui è presente vegetazione galleggiante o emergente. In Messico possono essere viste anche nei bacini idrici lungo i lati delle strade. Di solito mostrano una netta preferenza per i siti che presentano una grande varietà di piante acquatiche. In questo sono molto diverse dagli altri membri della famiglia degli Jacanidi, che sono molto attaccati alle monocolture di ninfee e di giacinti d'acqua. Le jacane spinose visitano anche le paludi erbose vicine alle zone umide e le zone montuose asciutte che non sono troppo lontane dai punti d'acqua, ma non vi nidificano. Questi uccelli vivono fino a 1500 metri in Costa Rica e ad altitudini che possono raggiungere i 1800 metri nelle sierre del Messico.

## Conservazione
Secondo BirdLife International la specie non è minacciata a livello complessivo. È infatti comune o relativamente comune in tutto il Messico, abbondante in Costa Rica e localmente comune nel Panama occidentale. La creazione di nuove zone umide artificiali, come i fossi ai bordi delle strade, gli ha fornito nuove opportunità. Al contrario, lo sviluppo economico, la bonifica delle zone umide e lo sviluppo delle risaie ne hanno ridotto l'habitat in alcune regioni, mentre l'impiego di insetticidi ed erbicidi ne ha causato la scomparsa da alcuni siti di riproduzione, soprattutto in Texas.